# ジャンボキングダム
座標: 北緯22度14分36秒 東経114度09分43秒 / 北緯22.2434度 東経114.1620度

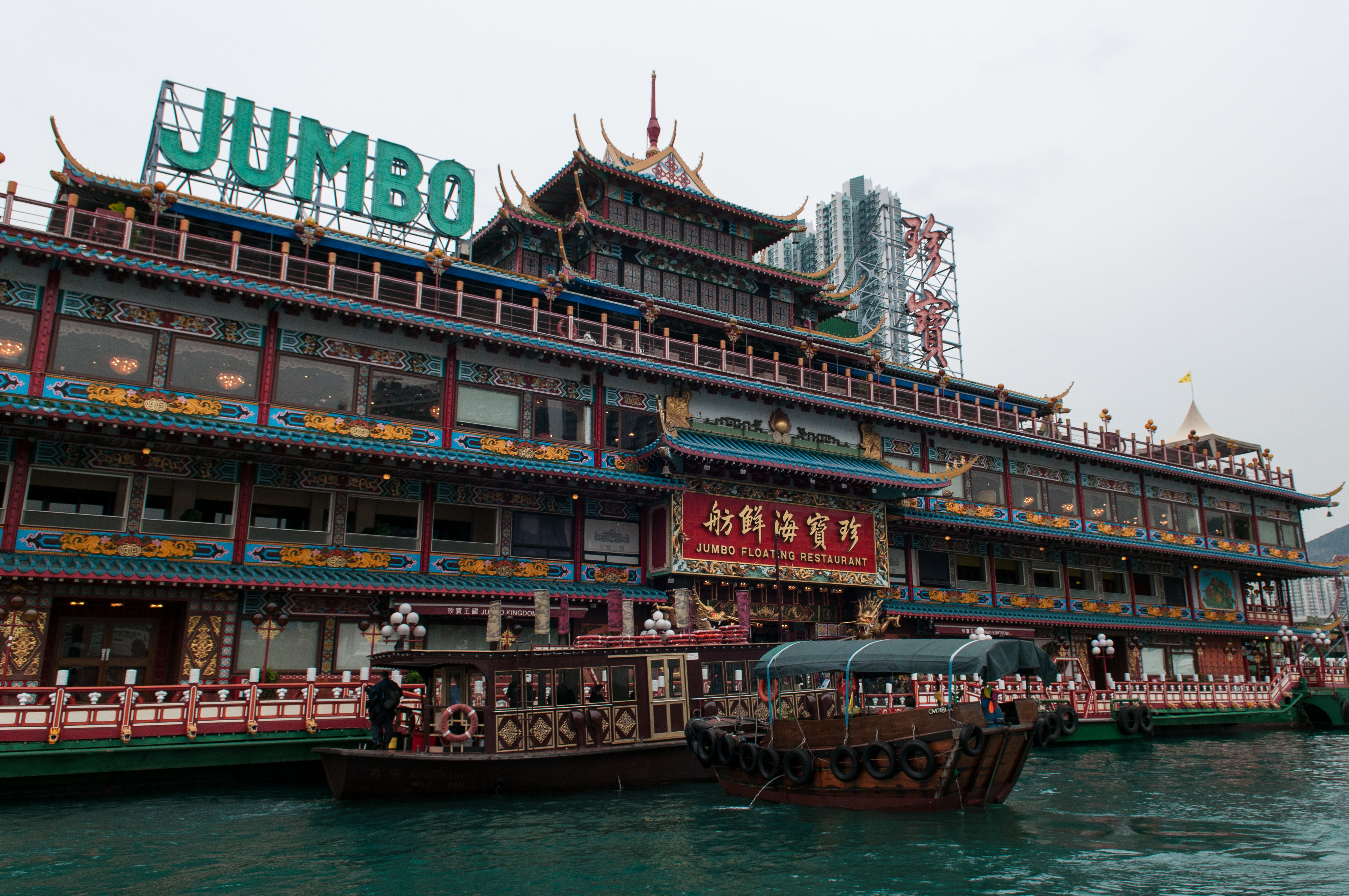
珍寶海鮮舫（2012年）

ジャンボキングダム（英語：Jumbo Kingdom、漢名：珍宝王国）は、香港南区香港仔深湾にあった中華料理水上レストランである。2020年3月営業停止。

## 概要
ジャンボキングダム水上レストランは、「ジャンボフローティングレストラン（珍寶海鮮舫）」と「タイパックフローティングレストラン（太白海鮮舫）」の2艘の船からなる。深湾に堂々と浮かぶ竜宮城のような外観の建物である。実際の水上レストランはフローティングではなく、コンクリートで支えられている。
香港のアバディーン湾内の香港仔避風塘の有名な観光スポットである。
エリザベス2世、ジョン・ウェイン、チャド・ガービン、デヴィッド・ボウイ、トム・クルーズ、グウィネス・パルトロー、チョウ・ユンファ、スティーブンチョウ、コン・リーなど、3,000万人以上が訪れた。
珍宝王国（香港仔飲食企業有限公司）の親会社である香港仔飲食集団は、香港証券取引所に上場しているメルコインターナショナルデベロップメントリミテッドの一部門である。

## 歴史
第二次世界大戦直後、香港仔避風塘に水上レストランが登場した。最盛期には10もの水上レストランがあり、その中で「タイパック」が建造されたのは1952年。
1971年10月30日、建造中のジャンボフローティングレストラン（以下「ジャンボ」）で火災が発生し、開業前に34人が死亡、42人が負傷した。
1976年10月、「ジャンボ」はスタンレー・ホーによって4年の歳月と3,000万香港ドルをかけて再建された。もともとは古代中国の宮殿の様式で装飾されていた。1978年、アバディーンの埋め立てに伴い現在の場所に移設。
1980年、「ジャンボ」は海角皇宮（Sea Palace Floating Restaurant、1958年建造・1976年建替）を、1987年に「タイパック」を買収した。1997年の金融危機のあと、海角皇宮はフィリピン（オーストラリア説あり）へ売却。
1999年末、2隻のタグボートで店舗船舶の1つをアバディーン港からパサイ市のフィリピン文化センター北側のマニラ湾の湾口まで運び、「ジャンボキングダムマニラ」と改名した。もとの古代中国の皇居様式の改修は多くが維持され、2005年4月開業。しかし2008年に閉店した。
2002年、メルコグループのレジャー娯楽事業部門の傘下になり、2003年下期には数百万ドルの大規模な改修を行っている。それ以後「ジャンボ」と「タイパック」はイメージを刷新、両方をあわせて「ジャンボ・キングダム」と呼ばれるようになった。
2019年に入ってから、香港民主化デモの影響で観光客が激減し、従業員の半数を削減し営業時間を短縮するなどの経営改善策を実施するものの、2020年には新型コロナウイルスの大流行で改善の見通しが立たず、2020年3月3日より事実上の閉店とされた。
2022年6月14日、ジャンボがアバディーン湾から非公開の場所（カンボジア）へえい航、46年間の歴史に幕を閉じた。 香港政府が第三者機関による営業再開の計画を発表していたが、船舶免許の期限を迎えるまでに引き受け手が見つからなかった。 「タイパック」は停泊のままである（同年8月「新邦行有限公司」へ譲渡）。6月20日、「ジャンボ」が曳航中に南シナ海の南沙諸島近くで沈没したことが発表された後、6月24日に運営会社が一転して「転覆した状態にある」が「沈んでいない」と発表。
2024年12月26日、水上レストラン（太白海鮮舫）の2026年再開を期待して、香港仔のフェリーピアに補修をした桟橋が戻り3年ぶりにライトアップされた。

## みどころ
- トップデッキ（閉鎖）：「ジャンボ」のトップデッキにあるレストランとバーで点心を提供していた。トップデッキは2005年にオープンし、 Cafe Deco Group（中国語版）によって管理されていた[18]。
- ドラゴンコート：ドラゴンコートは、「ジャンボ」の第1甲板にある本格的で革新的な広東料理を提供する高級レストラン。 レストランのインテリアデザインは、 明代と現代中国の混合様式である。
- クッキングアカデミー：ジャンボキングダムのシェフが教える中華料理の学校である。
- サンパンダイニング：香港の古い時代の食事が出される。香港仔避風塘でサンパン船上で出されていた海鮮料理である。
- 中国茶園
- ピアプラザ
- ブロンズウェア展
- ワインガーデン
- ジャンボキングダム4階：香港の伝統食品エリアが設けられており、SOキーコーヒーショップ（蘇記茶檔）と名付けられている。 サンドイッチ、ホットドッグ、ヌードル、ソフトドリンク、コーヒー、紅茶などのファーストフードを低価格で提供している。

## 大衆文化
- ジャッキー・チェンのプロテクター（1985年）[6]、食神（1996年）[19]、ゴジラvsデストロイア、インファナルアフェアーズIIに登場した。
- 1955年のLove Is a Many-Splendored Thing[20]および1973年の燃えよドラゴンで紹介された。
- 同じ場所にあるもう1つの水上レストランであるシーパレスは、ザスージーウォンの世界（1960年）、「Bons baisers de Hong Kong」（1975年）、007 黄金銃を持つ男（1974年）およびコンテイジョン（2011年）などに登場した。
- アメージング・レースのオーストラリアラウンドで初シーズンとアメージングレースアジアのいくつかのオープニングでも特集されている。
- 英国のミニシリーズ「ノーブルハウス」では、火事で破壊された。
- ビデオゲームスリーピングドッグス 香港秘密警察では、架空の香港において、ジャンボキングダムをベースにした水上レストランを舞台の1つとしている。

## アクセス
ジャンボ・キングダムへは、 アバディーンプロムナードまたはシャムワン桟橋からシャトルボートで無料でアクセスできる。

## ギャラリー

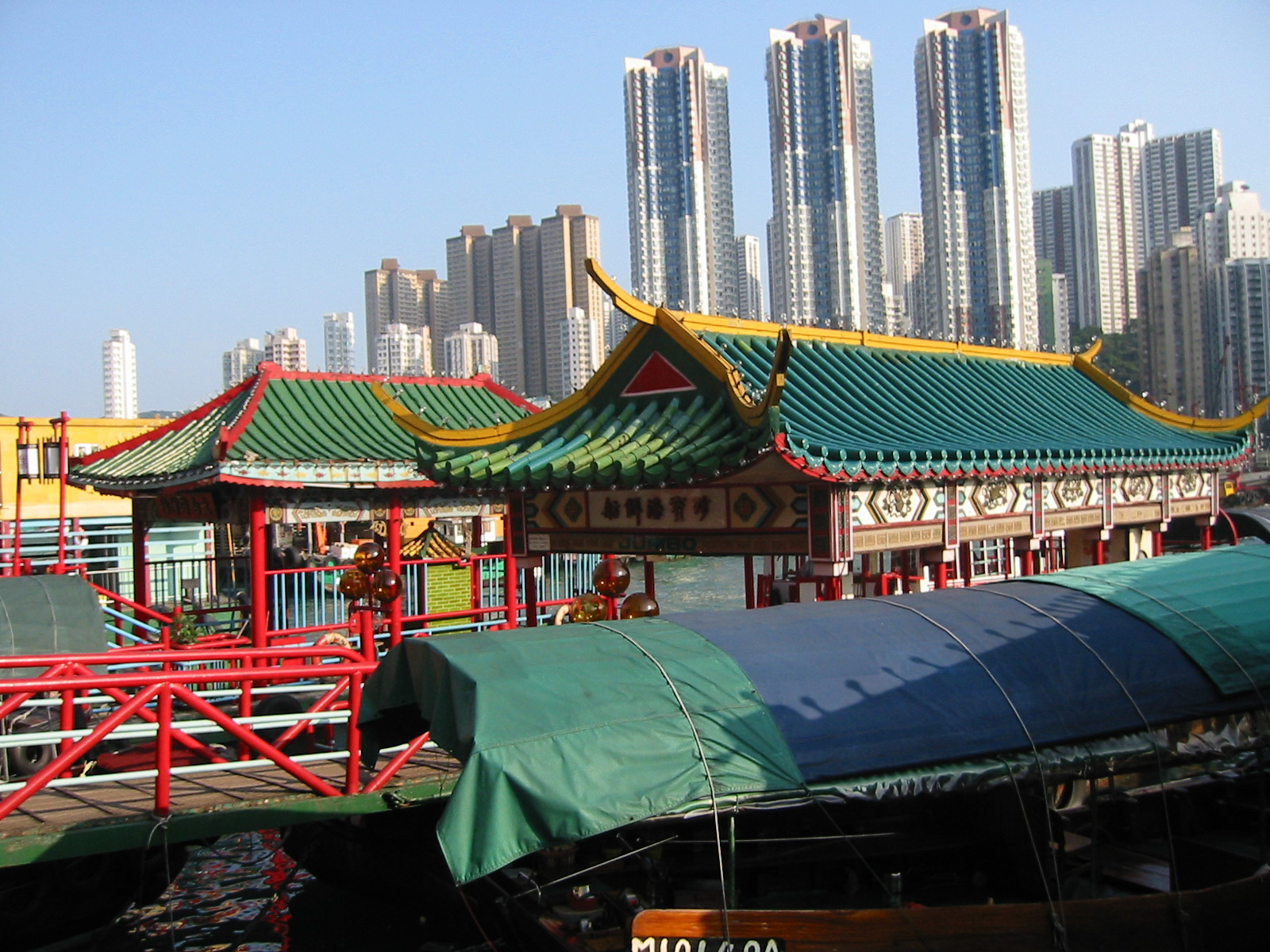
アバディーンプロムナード沿いのジャンボキングダム桟橋
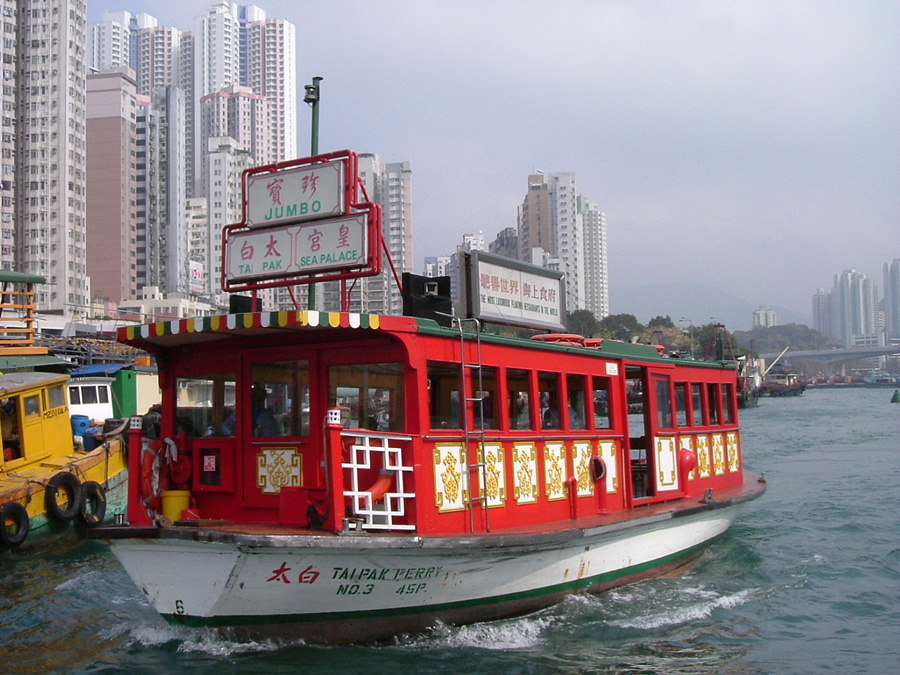
レストランへの輸送船
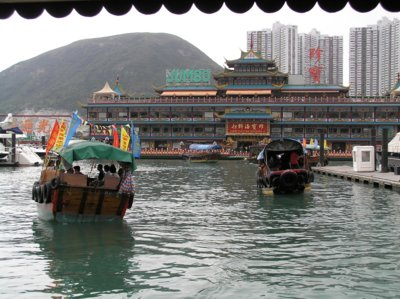
遠景
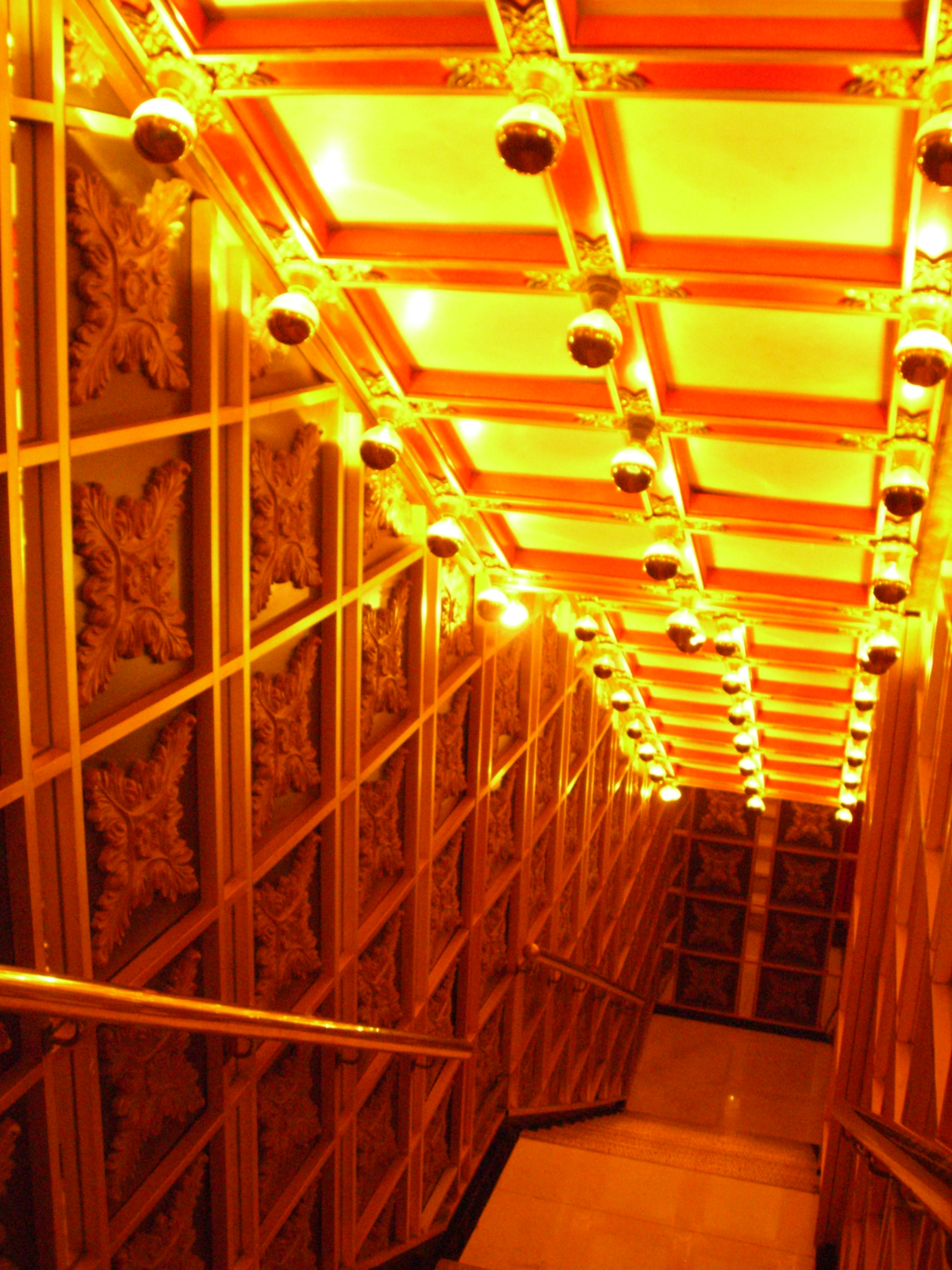
トップデッキに至るまでの階段
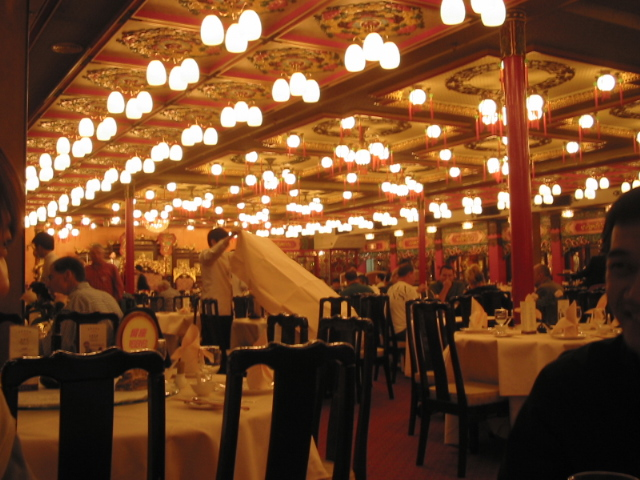
インテリアドラゴンコート
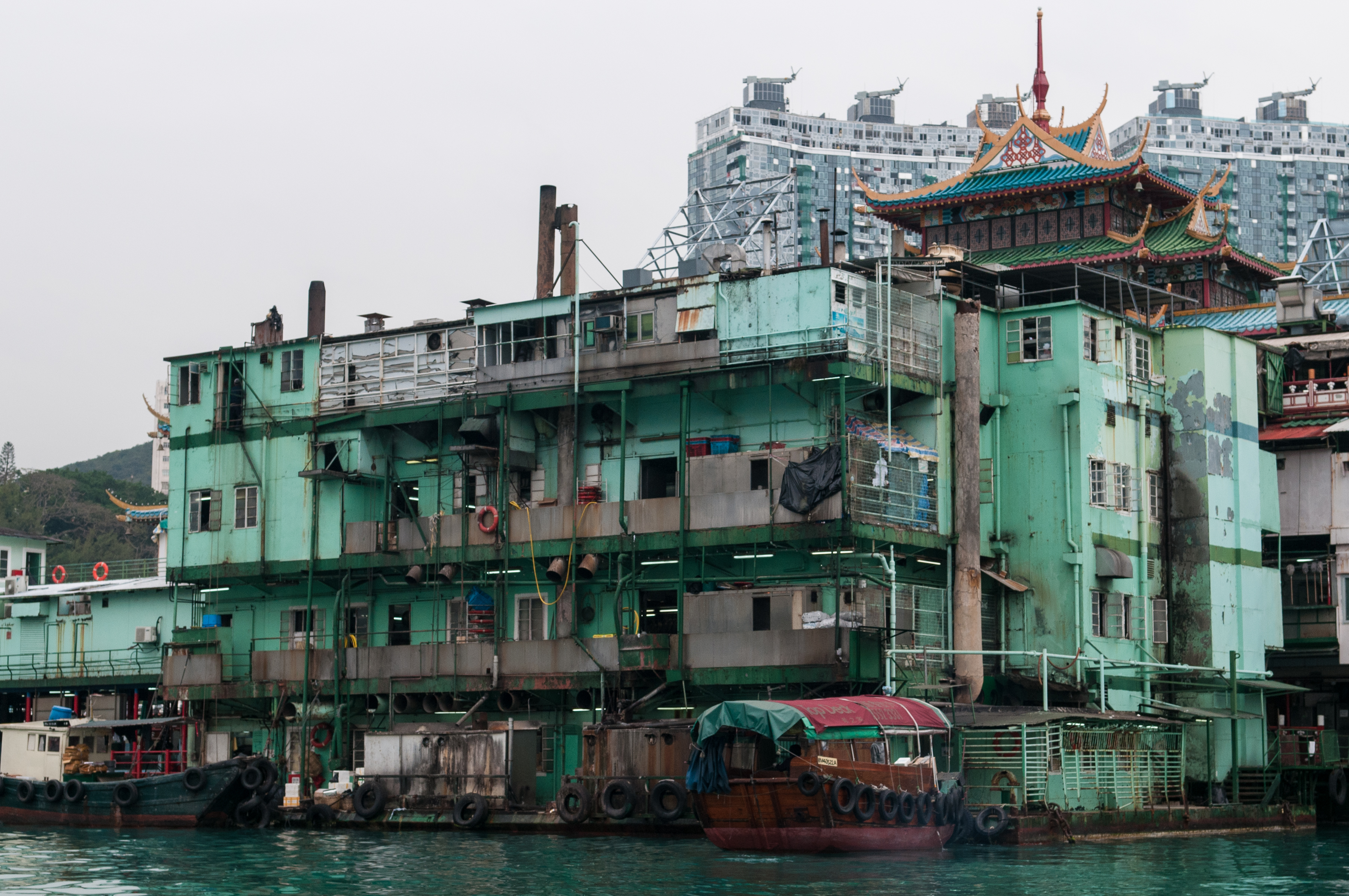
ジャンボキングダム裏
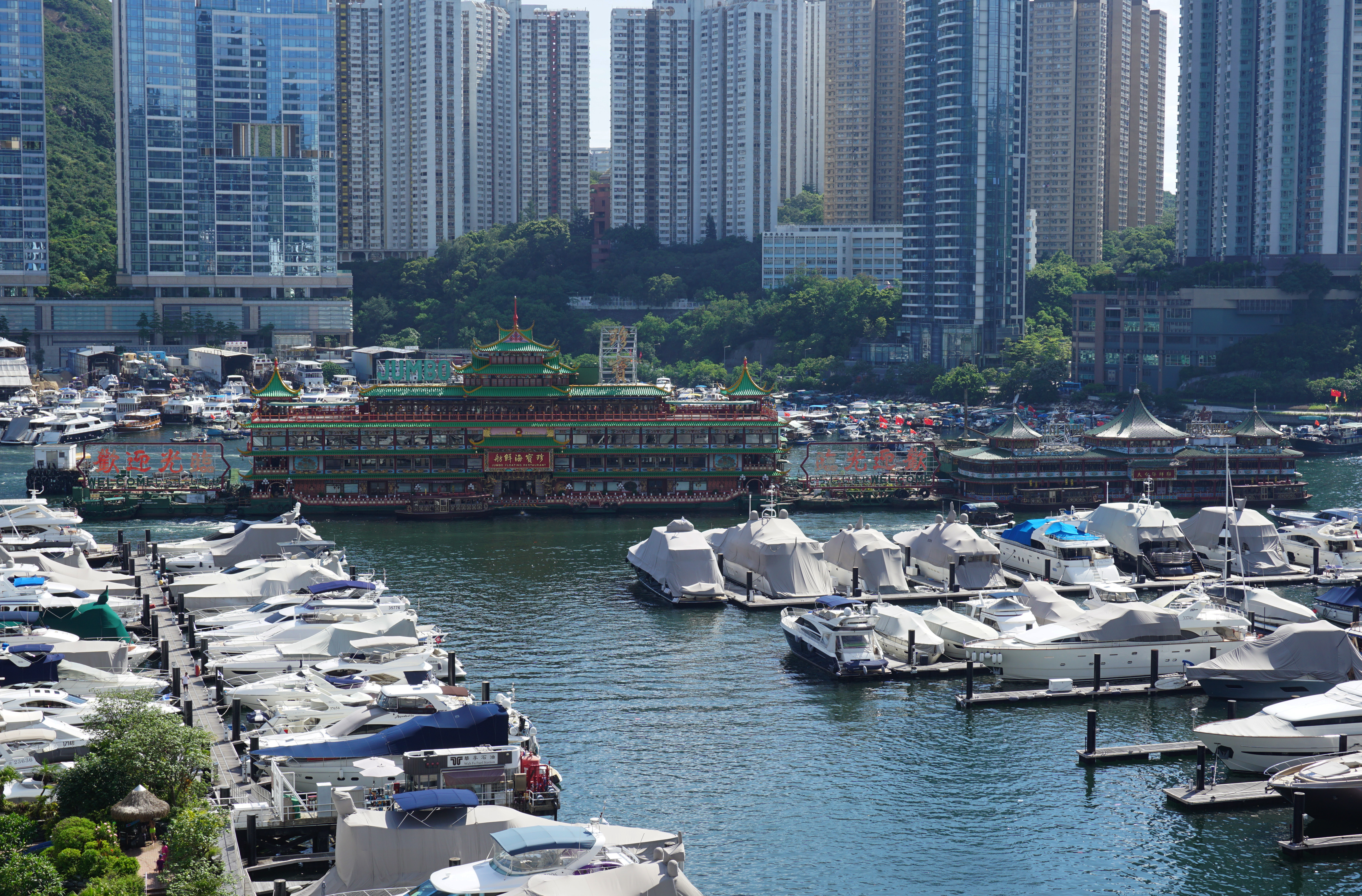
ジャンボキングダムは珍宝（左）と太白海鮮舫（右）の二隻があり、両側は繁体字と英語と日本語で「いらっしゃいませ」の看板がある。
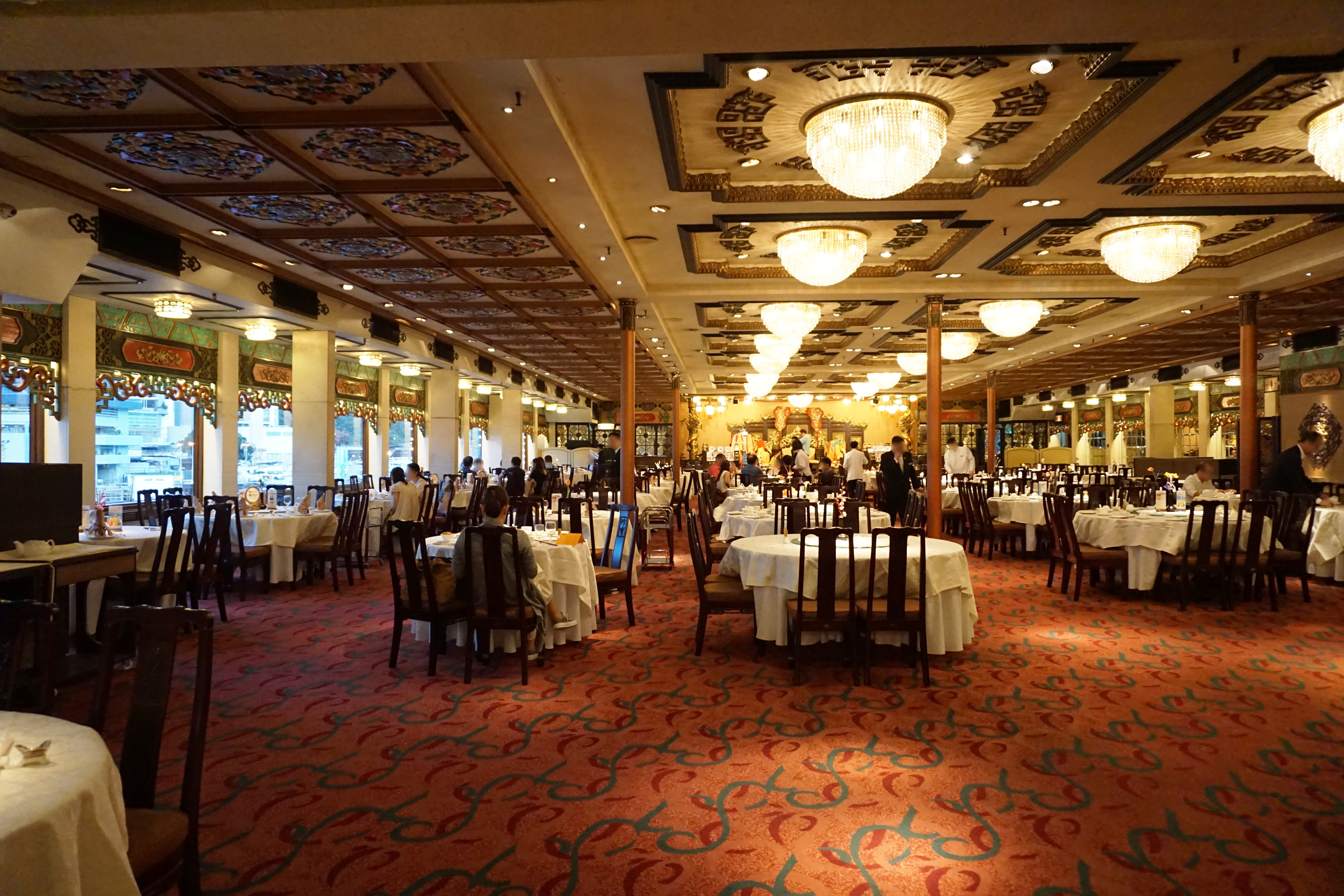
二階の金鑾殿
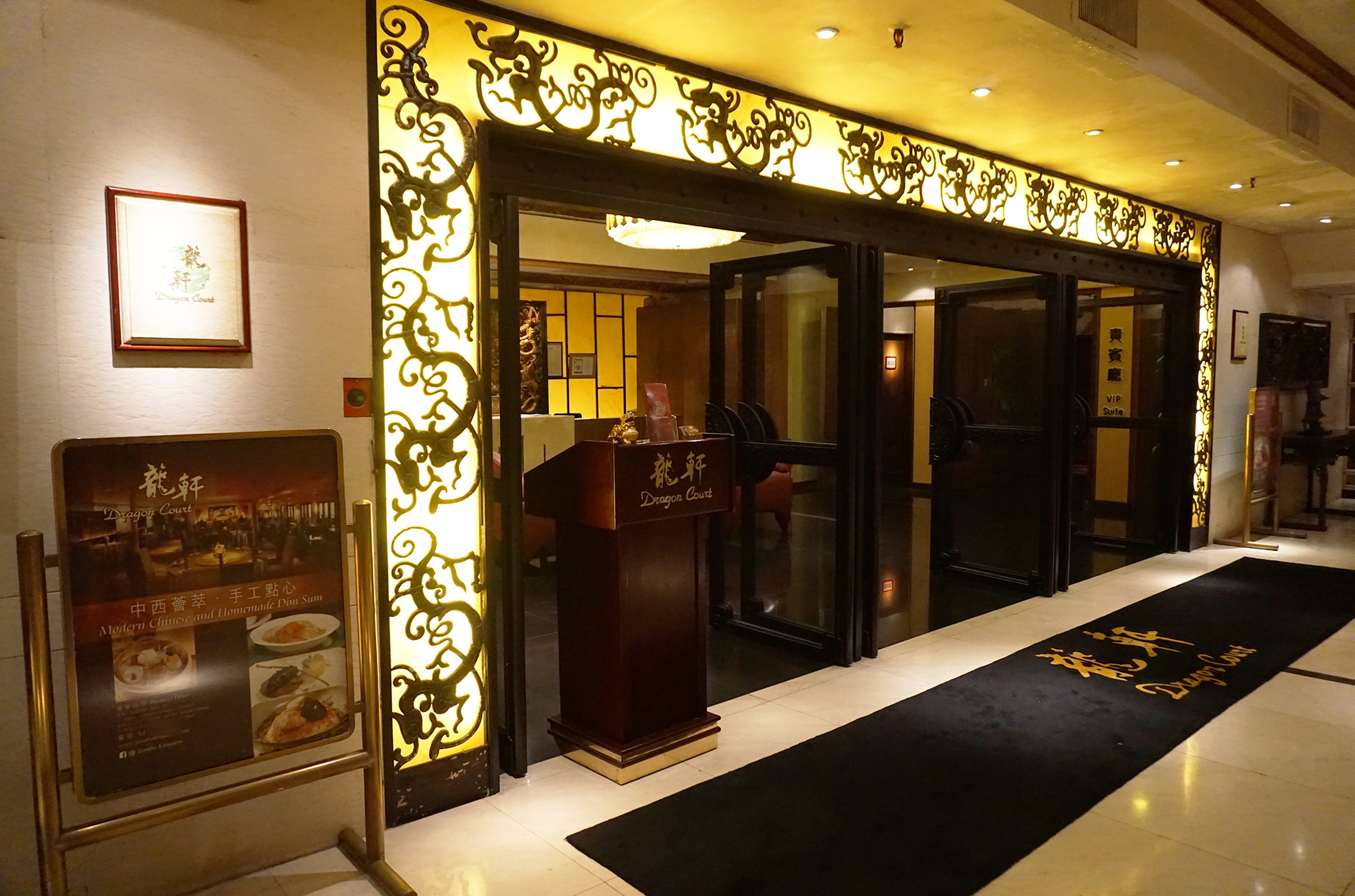
一階の龍軒
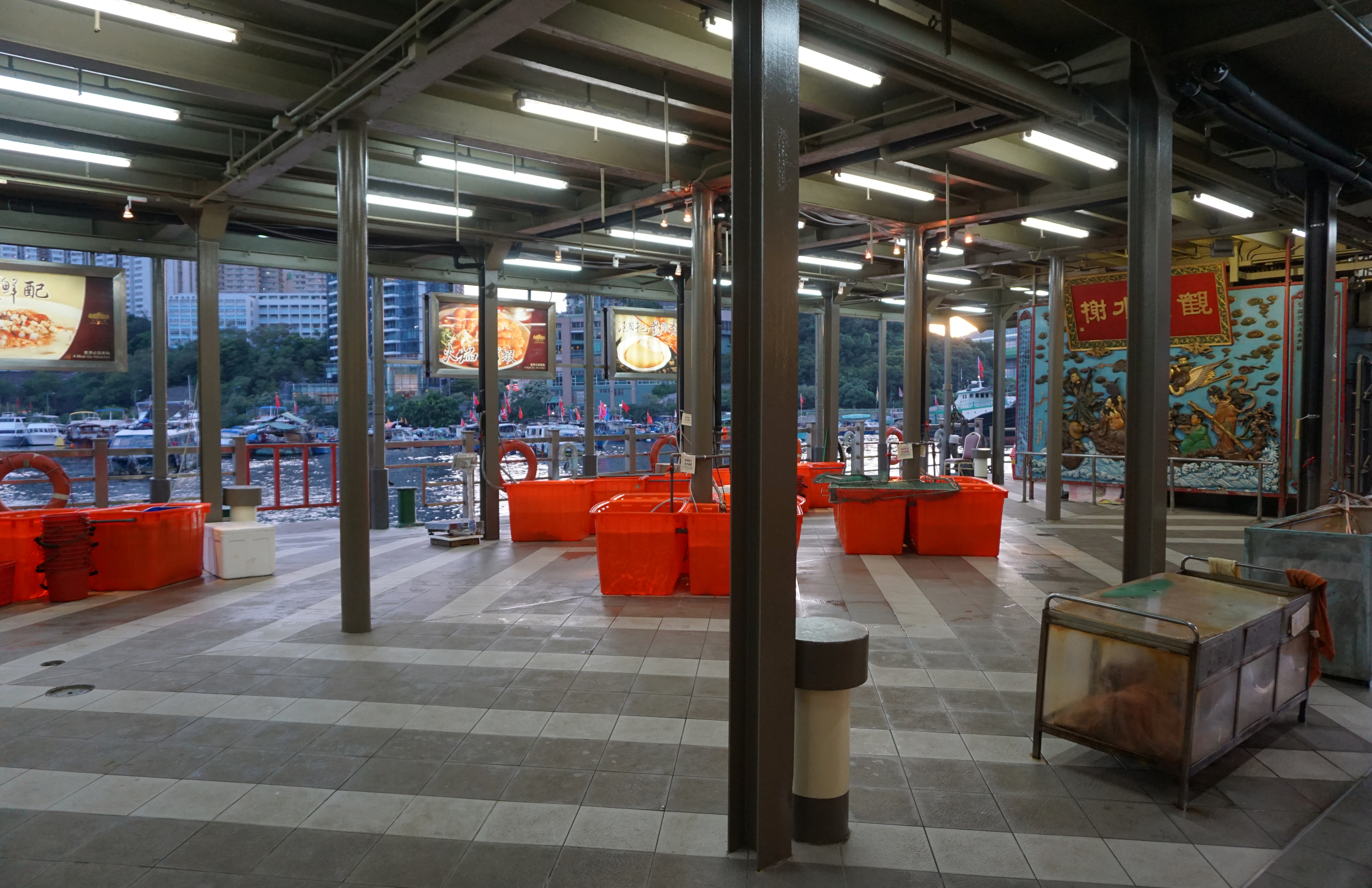
海鮮部の池
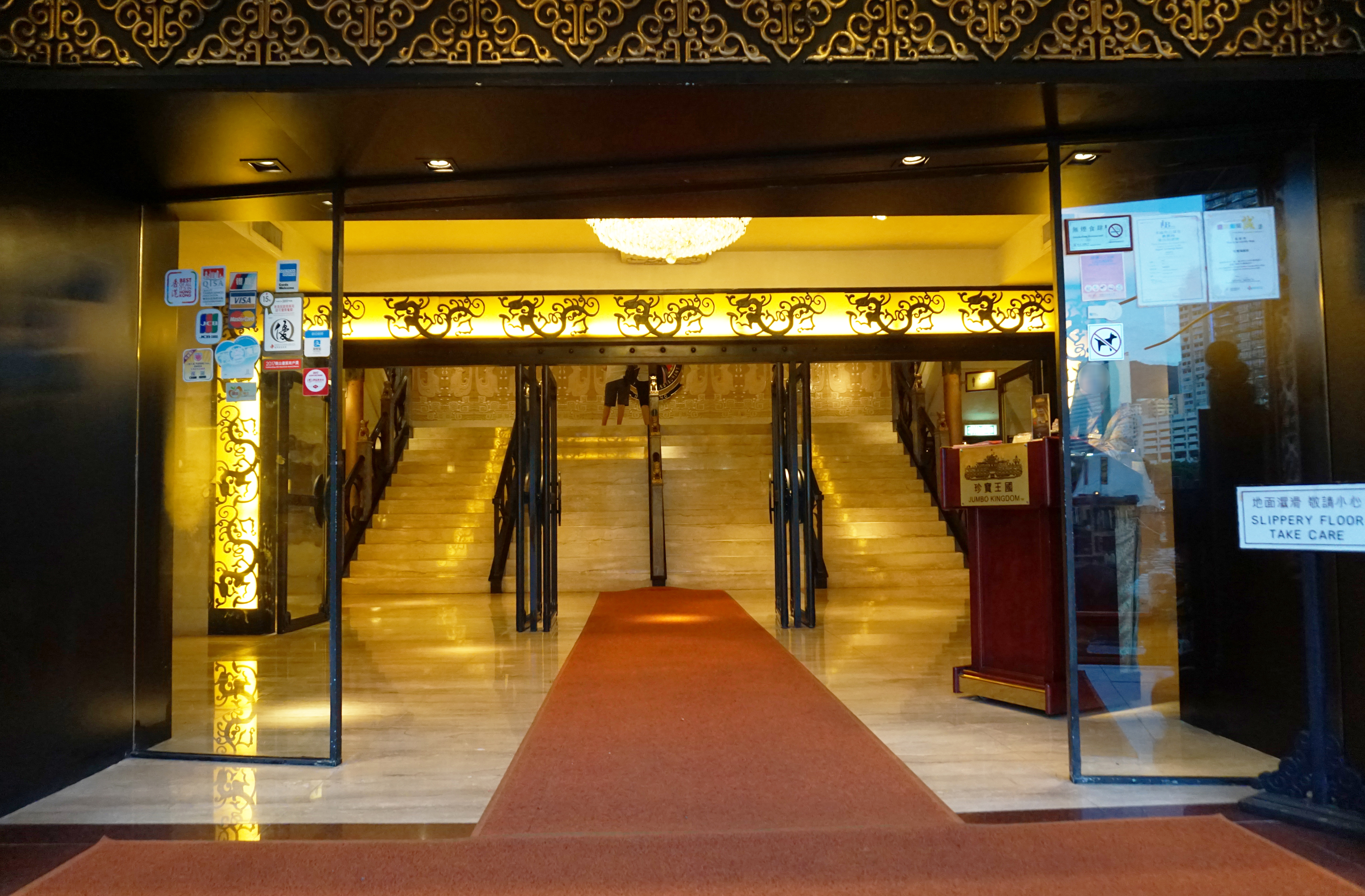
入口
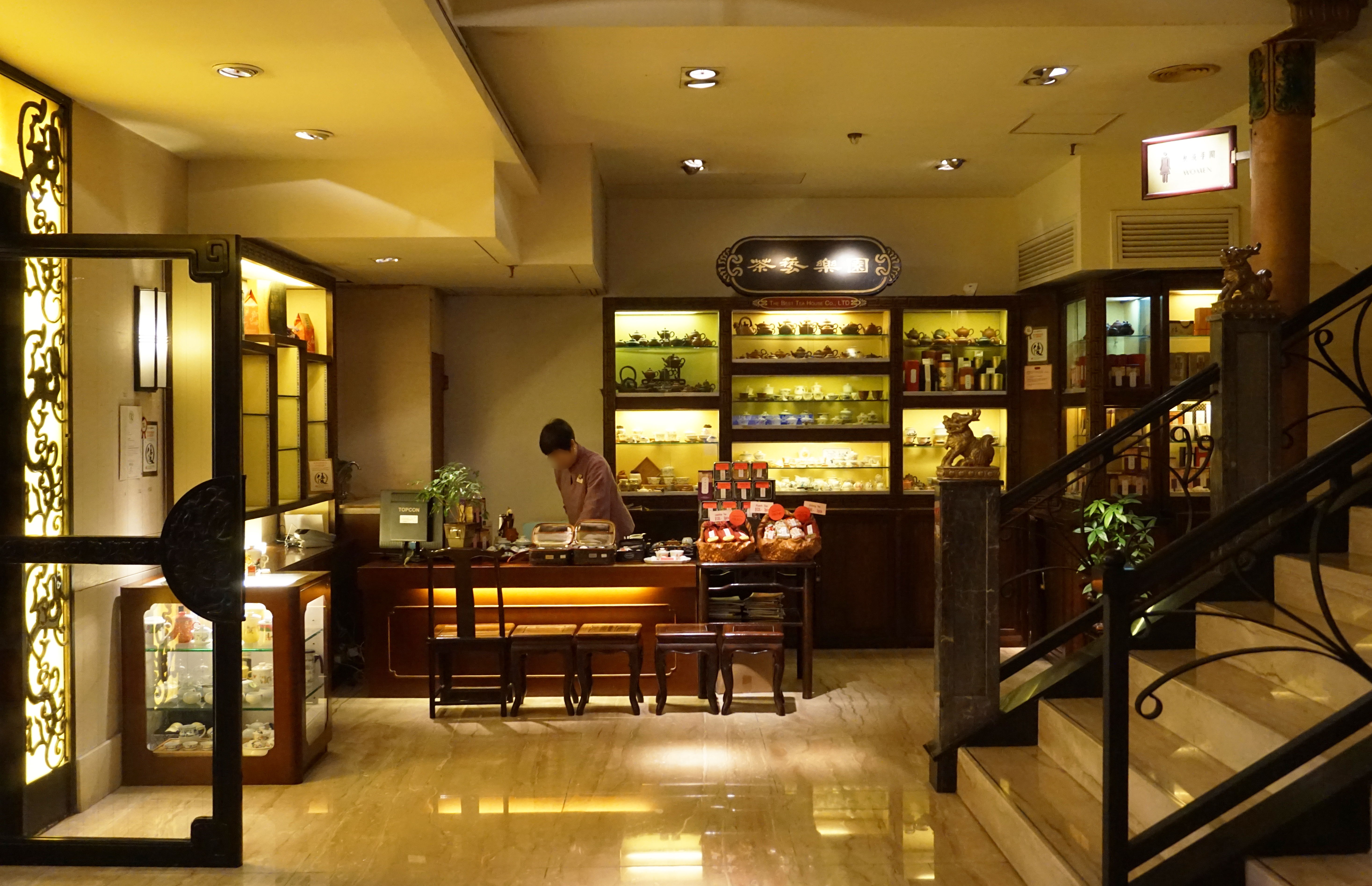
地下の茶芸店
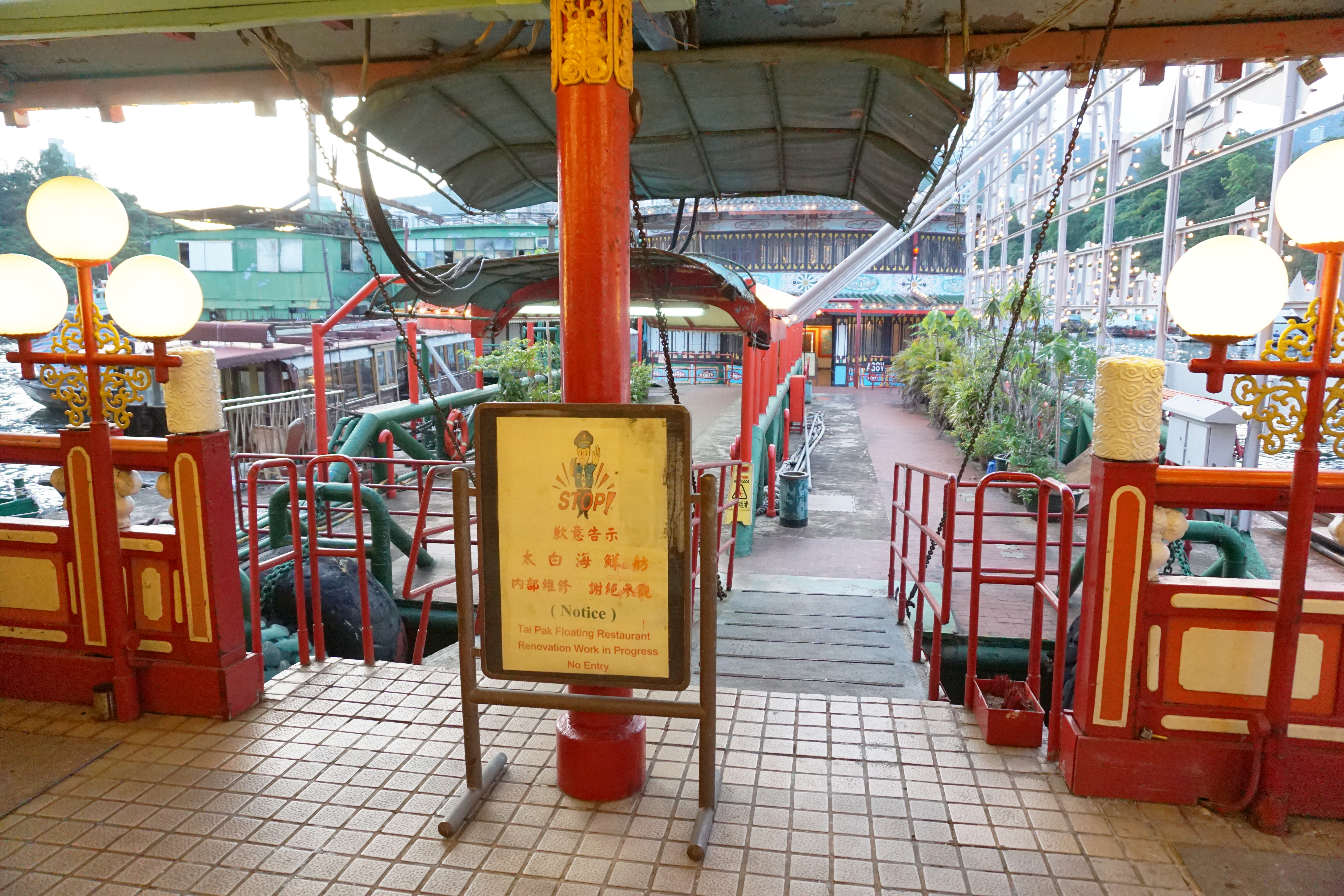
2017年、太白海鮮舫の修理により、しばらく営業を中止した。
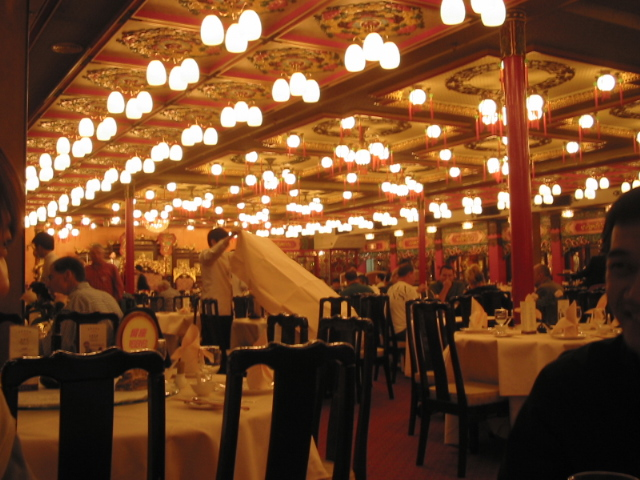
二階の金鑾殿（2004年）
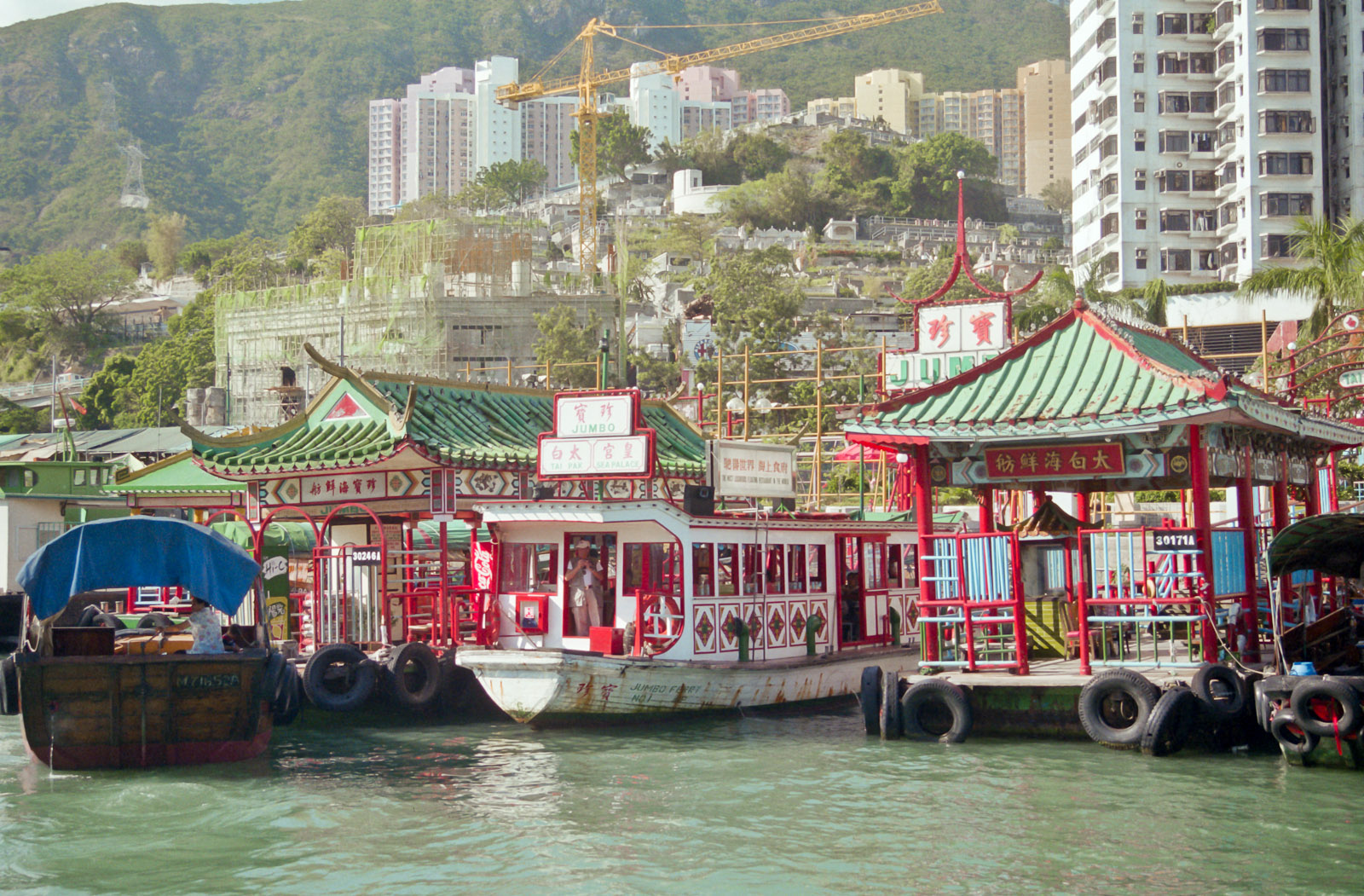
珍宝と太白海鮮舫無料フィーダーフェリーは香港仔フェリーピアにある。
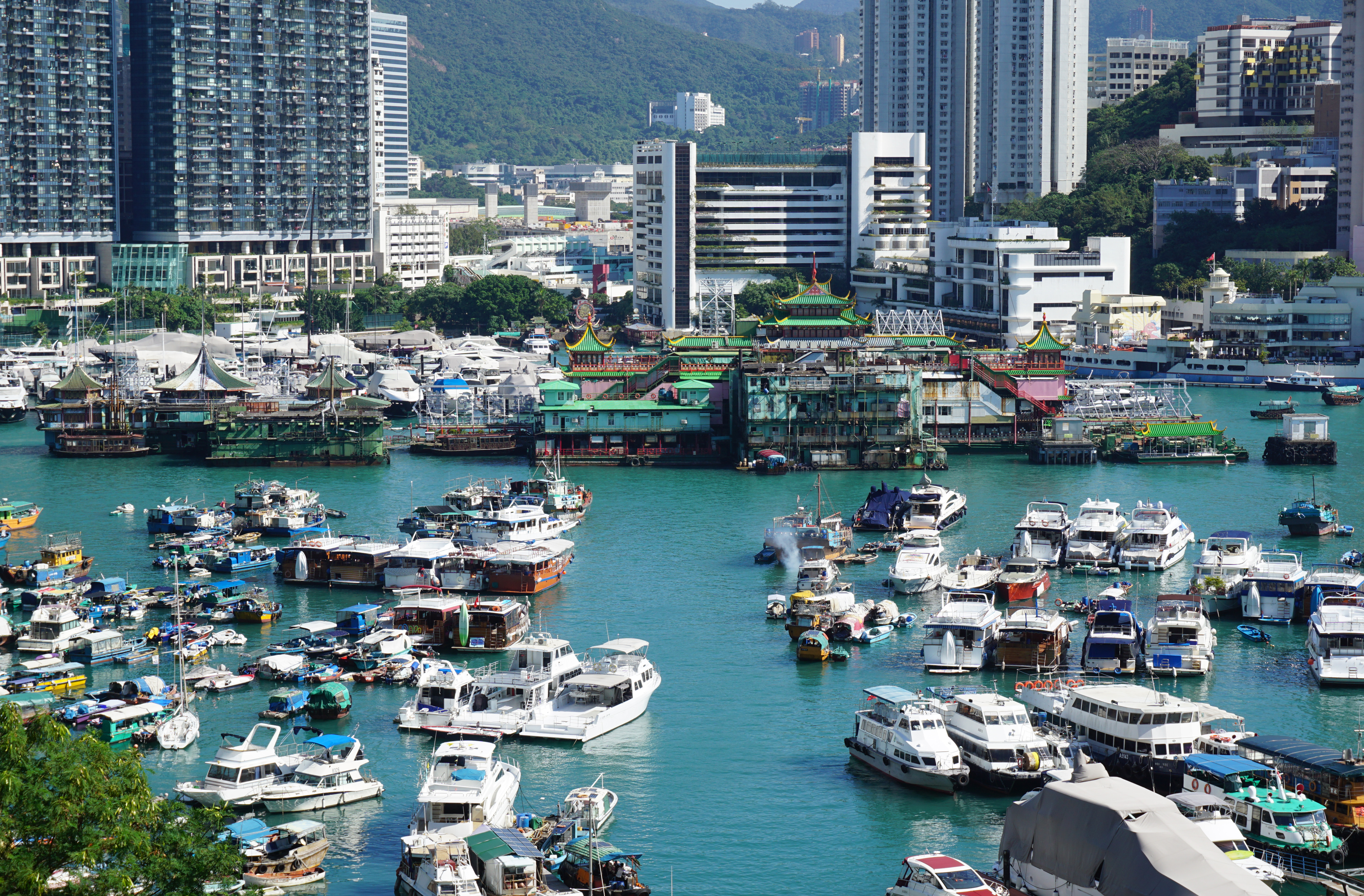
太白（左）と珍宝海鮮舫（右）後ろのキッチン船